# Friedrich Hermann (Admiral)
Friedrich Hermann (* 12. September 1880 in Rügenwaldermünde; † 24. Dezember 1937 in Wesermünde) war ein deutscher Konteradmiral der Reichsmarine.

## Leben
Hermann trat am 12. April 1898 als Kadett in die Kaiserliche Marine ein und absolvierte zunächst seine Grund- und Schiffsausbildung. Anschließend besuchte er die Marineschule. Ab Ende Oktober 1900 war er auf der Sachsen bzw. auf der Niobe und avancierte bis Mitte September 1901 zum Leutnant zur See. Zum 1. November 1901 kam Hermann als Adjutant auf das Linienschiff Kaiser Wilhelm der Große. Anfang Oktober 1903 trat Hermann auf der Eleonore Woermann die Ausreise nach Westafrika an, um auf dem im Stationsdienst eingesetzten Kanonenboot Habicht als Wach- und Artillerieoffizier zu fungieren. In dieser Eigenschaft wurde er am 27. Januar 1904 zum Oberleutnant zur See befördert und beteiligte sich mit Landungstrupps an der Niederschlagung des Aufstandes der Herero. Während des Gefechts bei Ovikokorero wurde Hermann verwundet und für sein Wirken mit dem Kronen-Orden IV. Klasse mit Schwertern ausgezeichnet.
Im März trat er über Swakopmund die Heimreise an, stand nach seiner Rückkehr nach Deutschland zunächst zur Verfügung der I. Marineinspektion und wurde am 1. Oktober 1904 Adjutant der Handwerkerabteilung der I. Werftdivision. Am 1. April 1906 wurde Hermann als Wach- und 2. Artillerieoffizier auf den Großen Kreuzer Prinz Adalbert versetzt. Zugleich absolvierte er Artilleriekurse auf der Nymphe und der Schwaben. Ende März 1908 stieg Hermann zum Kapitänleutnant auf, trat Anfang Oktober die Ausreise nach Ostasien an und versah von November 1908 bis Juni 1911 Dienst als Kompanieführer bei der Matrosenartillerieabteilung im deutschen Pachtgebiet Kiautschou. Nach seiner knapp zweimonatigen Rückreise war er von August 1911 bis März 1912 Kompanieführer bei der I. Matrosendivision in Kiel und anschließend Abteilungsführer bei der I. Werftdivision. Für rund sechs Wochen kam er als Artillerieoffizier auf die Mecklenburg und dann Ende September 1912 als Wach- und 2. Artillerieoffizier auf die Hannover. Hier stieg er zum 1. Oktober 1913 zum 1. Artillerieoffizier auf und wurde nach Ausbruch des Ersten Weltkriegs am 17. Oktober 1915 zum Korvettenkapitän befördert. In gleicher Position war er ab Oktober 1916 auf dem Großlinienschiff König Albert.
Ausgezeichnet mit beiden Klassen des Eisernen Kreuzes wurde Hermann bei Kriegsende bis Dezember 1918 zum Stab der Hochseeflotte kommandiert und zur Verfügung des Chefs der Marinestation der Ostsee gestellt. Nach einer weiteren zur Verfügungstellung des IV. Geschwaders war er ab Ende Januar 199 zunächst als Artilleriedirektor an der Kaiserlichen Werft Danzig tätig, wurde in die Vorläufige Reichsmarine übernommen und fungierte vom 15. September 1919 bis zum 17. Januar 1920 als Vorstand der Versorgungsstelle Saßnitz. Nach kurzzeitigen Verwendungen als Kommandeur der Minenstammabteilung der Ostsee und als Ausrüstungsdirektor des Marinearsenals Kiel war er für knapp drei Monate beurlaubt. Am 3. Juni 1920 erfolgte seine Ernennung zum Kommandeur der Schiffstammdivision der Ostsee. Zugleich wirkte Hermann als Stadtkommandant von Kiel und war mit der Aufstellung der Küstenwehrabteilung Kiel (Küstenwehrabteilung III) beauftragt. Vom 19. November 1920 bis zum 24. März 1921 war er Kommandeur der Küstenwehrabteilung III und stieg am 1. Januar zum Fregattenkapitän auf. Anschließend stand er erneut zur Verfügung des Chefs der Marinestation der Ostsee und wurde dem Schiffstamm der Arcona zugeteilt. Mit der Wiederindienststellung des Schiffes erhielt Hermann am 25. Mai 1921 das Kommando über den Leichten Kreuzer. Am 3. Juli 1923 erfolgte seine Ernennung zum Kommandanten von Pillau und am 1. November 1925 die Beförderung zum Kapitän zur See. Zugleich war er ab Ende Mai bis Anfang Oktober 1925 mit der Wahrnehmung der Geschäfte des Kommandeurs der Küstenwehrabteilung V beauftragt. Am 18. Oktober 1926 wurde Hermann Hafenkapitän von Kiel und war zugleich Marinekommissar für den Kaiser-Wilhelm-Kanal sowie Standortältester von Kiel. Er wurde am 4. Oktober 1927 zur Verfügung des Chefs der Marinestation der Ostsee gestellt und am 31. Dezember 1927 unter Verleihung des Charakters als Konteradmiral aus der Marine verabschiedet.
Nach seiner Verabschiedung wirkte Hermann vom 1. Juli 1930 bis zu seinem Tod als Reichskommissar beim Seeamt Bremerhaven.